# Batalla de Al Qaryatayn
La Batalla de Al Qaryatayn fue una operación militar llevada a cabo en agosto de 2015 por el grupo terrorista Estado Islámico.

## Trasfondo
Durante buena parte de la guerra civil que asola al país desde marzo de 2011, Al Qaryatayn permaneció relativamente neutral ante el conflicto, ya que los ancianos habían acordado tanto con las Fuerzas Armadas como los rebeldes mantenerse al margen de la contienda.
Sin embargo, Al Qaryatayn yace estratégicamente entre el norte y el sur del país, por lo que ha sido utilizada como conducto por ambos bandos: los rebeldes envían armas desde el norte hacia Damasco, y el Ejército reabastece a sus fuerzas en el norte y oeste de Siria. También representa un paso obligado para los desertores que se unen a la oposición, ya que rutas de todas las direcciones convergen allí. En mayo, el Estado Islámico había capturado la ciudad de Palmira y su sitio arqueológico, tras una ofensiva de 13 días de duración.

## La batalla
El 5 de agosto la ciudad cayó en manos del EI, tras un combate que habría dejado un saldo de 40 soldados y 27 terroristas muertos.[cita requerida] Al día siguiente, los terroristas secuestraron a 230 civiles, 60 de ellos cristianos. El EI avanzó aún más, capturando Mahin y Huwwarin dos días después, provocando que cientos de cristianos huyeran de la persecución.
El 9 de agosto, la aviación siria bombardeó posiciones del EI en Al Qaryatayn, matando a unos 30 terroristas y destruyendo siete vehículos y un arsenal de cohetes.
El 10 de agosto, las fuerzas regulares recapturaron Mahin, tras matar a 20 terroristas. Mientras tanto, en el norte, el EI intentó romper las líneas defensivas del Ejército en la base aérea de Tiyas y la Estación T4. Sin embargo, las tropas del gobierno repelieron el ataque antes del anochecer.
El 13 de agosto, los combates contra los terroristas aún no cesaban entre Al Qaryatayn, Mahin y Huwwarin. El OSDH reportó que, para el 20, la Fuerza Aérea continuaba lanzando bombas de barril y misiles en Al Qaryatayn.

## Consecuencias
El 4 de septiembre, el EI dio a los cristianos las opciones de convertirse al islam, acceder a un «contrato de seguridad», o irse de la ciudad. Entre los «once mandamientos», aplicables a los cristianos que hubieran optado por quedarse, figuran la prohibición de comerciar vino y carne de cerdo, confabular contra el califato, construir iglesias y portar armas.